# Link Gaetz
Link Gaetz, född 2 oktober 1968 i Vancouver i British Columbia, är en kanadensisk före detta professionell ishockeyspelare som spelade för Minnesota North Stars och San Jose Sharks i NHL från säsongen 1988–1989 till 1991–1992. På 65 matcher i NHL gjorde Gaetz 6 mål och 8 assist för totalt 14 poäng. Han samlade också på sig 412 utvisningsminuter.
Link Gaetz valdes som 40:e spelare totalt i NHL-draften 1988 av Minnesota North Stars. Enligt North Stars dåvarande General Manager Lou Nanne valde han Gaetz för att skydda lagets förstaval Mike Modano. Gaetz lyckades dock aldrig ta en fast plats i laget och spelade endast 17 matcher för North Stars innan San Jose Sharks lade beslag på honom i dispersions-draften mellan lagen 30 maj 1991.
| ”                                                                  | Jag valde Mike Modano i första rundan i NHL-draften 1988 för att skydda vårt lag; jag valde Link Gaetz i andra rundan för att skydda Mike Modano; och med facit i hand borde jag ha valt en advokat i tredje rundan för att skydda Link Gaetz. | „ |
| – Lou Nanne, före detta General Manager för Minnesota North Stars. | |   |

I San Jose tog fansen genast Gaetz till sitt hjärta. Som lagets pugilist tog han sig an hårdföra motståndare som Bob Probert och Gino Odjick.
2 april 1992 var Link Gaetz med om en bilolycka där han skadade sig svårt. Han lyckades aldrig ta sig tillbaka till NHL utan spelade i flera mindre ligor runt om i Nordamerika.

## Statistik
|         |                       |      | Grundserie | Grundserie | Grundserie | Grundserie | Grundserie | Slutspel | Slutspel | Slutspel | Slutspel | Slutspel |
| Säsong  | Lag                   | Liga | Matcher    | Mål        | Assist     | Poäng      | Utv        | Matcher  | Mål      | Assist   | Poäng    | Utv      |
| ------- | --------------------- | ---- | ---------- | ---------- | ---------- | ---------- | ---------- | -------- | -------- | -------- | -------- | -------- |
| 1988–89 | Minnesota North Stars | NHL  | 12         | 0          | 2          | 2          | 53         | –        | –        | –        | –        | –        |
| 1989–90 | Minnesota North Stars | NHL  | 5          | 0          | 0          | 0          | 33         | –        | –        | –        | –        | –        |
| 1991–92 | San Jose Sharks       | NHL  | 48         | 6          | 6          | 12         | 326        | —        | —        | —        | —        | —        |
|         | NHL totalt            |      | 65         | 6          | 8          | 14         | 412        | —        | —        | —        | —        | —        |